# Samuti Rayeuk
Samuti Rayeuk is een bestuurslaag in het regentschap Bireuen van de provincie Atjeh, Indonesië. Samuti Rayeuk telt 558 inwoners (volkstelling 2010).